# اوت (فیلم ۲۰۰۸)
«اوت» (انگلیسی: August (2008 film)) فیلمی در ژانر درام است که در سال ۲۰۰۸ منتشر شد.

## بازیگران
- جاش هارتنت
- نائومی هریس
- دیوید بویی
- ریپ تورن
- ادام اسکات
- امانوئل چریکی
- کرولین لاگرفلت